# Vladimir Mušič
Vladimir Mušič, slovenski arhitekt in predavatelj, * 26. oktober 1893, Logatec, † 30. januar 1973, Ljubljana.
Je eden najvidnejših slovenskih arhitektov. Izvira iz družine Mušič, iz katere so izšla številna znana imena (Marjan, Marjan mlajši, Miklavž, Marko, Vladimir Braco Mušič).

## Izbor del
- Delavski dom, Ljubljana
- Vila Vrhunec